# Survival Man
Survival Man – Abenteuer Wildnis (Originaltitel: Survivorman) ist eine Survival-Dokumentarfilmreihe kanadischer Produktion, ausgestrahlt in Kanada auf dem Outdoor Life Network OLN, in Deutschland auf dem Sender DMAX und RTL Living (ab 2015) und international auf dem Discovery Channel. In Deutschland wurden bislang fünf Staffeln ausgestrahlt. Eine parallele Serie des britischen Fernsehens ist Abenteuer Survival mit Bear Grylls.

## Handlung
In jeder Episode versetzt sich Les Stroud in eine spezielle Survival-Situation. Dabei soll demonstriert werden, wie man alleine in unterschiedlichen Gebieten der Erde mit minimaler Ausrüstung und Nahrung mehrere Tage bis zu seiner Rettung überleben kann. Stroud simuliert hierbei Situationen, in die Touristen oder verirrte Wanderer geraten können und die zu dem gegebenen Zeitpunkt nicht auf eine Survival-Situation eingestellt sind. Hierbei sind das Errichten eines Unterschlupfes, das Finden von Nahrung und Wasser sowie das Entzünden eines Feuers ohne übliche Hilfsmittel wie ein Feuerzeug zentrale Elemente jeder Episode.
Laut der offiziellen Website der Serie zeigen die Sendungen speziell auch Fehler und Misserfolge seitens Les Strouds, wie beispielsweise das falsche Einschätzen der Wetterlage, Misserfolge beim Feuermachen oder der Nahrungssuche, um zu verdeutlichen, dass in einer echten Survival-Situation nichts perfekt läuft. Stroud berichtet dabei auch offen vor der Kamera über seinen Missmut über seine aktuelle Lage, bleibt jedoch stets gelassen, was einen weiteren wichtigen Punkt im Überleben unter extremen Bedingungen darstellt, wie er selbst betont. 
Abgesehen von den physischen Belastungen wird Stroud mit den psychischen Belastungen wie die oben genannte Misserfolge, aber auch Isolation, Einsamkeit, Verletzungen und Erschöpfung konfrontiert. Dies kommentiert er in den Episoden meist mit einer Nahaufnahme von sich selbst und macht dabei gelegentlich Späße oder gibt basierend auf seiner Situation Survival-Tipps. Auch zweckentfremdet Stroud häufig die Dinge in seiner Umgebung wie beispielsweise Taschenlampen, ein Fahrrad, ein Schneemobil oder ein Flugzeugwrack, um daraus einen für ihn praktischen Nutzen zu ziehen. 
Häufig lässt sich Stroud vor seinen Reisen von einheimischen Survival-Experten beraten, um in extremen Gebieten wie der Arktis oder der afrikanischen Wüste überleben zu können. So gewinnt er Informationen über die Flora und die Fauna der Region und wie er dort Nahrungsquellen finden kann. Diese Kenntnis vermittelt Stroud in den Episoden und zeigt, welche Dinge essbar sind und wie diese zubereitet werden können. Hierbei warnt Stroud davor, diese Tricks nur in echten Survival-Situationen einzusetzen, um die Natur zu wahren. Oft beschwert er sich über den weltweit anzutreffenden Müll oder betont, dass er lebendige Tiere nur ungern als Nahrungsquelle nutzt, dies jedoch in manchen Situationen unabdingbar sei.
Berichten zufolge haben Les Strouds Survival-Tipps bereits vielen Menschen in echten Überlebenssituationen geholfen.

## Hintergrund
Der Titel der Sendung bezieht sich auf Les Stroud, den kanadischen Protagonisten der Serie. Stroud ist ein Survival-Experte, der in der Serie seine Kenntnisse nutzt, um an verschiedenen Orten auf der ganzen Welt sieben Tage allein, ohne Kamerateam und nur mit minimaler Ausrüstung zu überleben, wobei seine einzigen permanenten Ausrüstungsgegenstände eine Mundharmonika und ein Multifunktionswerkzeug sind. Stroud trägt die zum Filmen benötigte etwa 25 kg schwere Kameraausrüstung allein und dreht alle Szenen selbst. Diese Art zu filmen unterscheidet die Serie von anderen Survivalsendungen, bei denen stets ein Produktionsteam die Survival-Experten begleitet. Um notfalls sein Team erreichen zu können, hat Stroud ein Satellitentelefon dabei. Nach Strouds Aussagen gab es jedoch zahlreiche Episoden, in denen die Geräte nicht funktionierten und er komplett auf sich allein gestellt war. Auch kam es schon vor, dass er und sein Rettungsteam von einem Rettungsweg abgeschnitten waren und von einem Helikopter abgeholt werden mussten. 
Stroud brach die Dreharbeiten nach Abschluss der dritten Staffel ab, da die Dreharbeiten und das Filmen im Alleingang eine zu hohe physische Belastung darstellten. Auf seiner offiziellen Website wurde jedoch eine Serie von jeweils einstündigen Sondersendungen angekündigt, in denen Stroud statt einer Woche nun zehn Tage in der Wildnis verbringt. Die erste Ausgabe wurde am 30. Juni 2012 auf OLN ausgestrahlt.

## Aufnahmen
Abgesehen von den Aufnahmen bei seiner Aussetzung sowie der Aufnahme durch ein Rettungsteam filmt Les Stroud alle Szenen selbst und ohne Kamerateam. Er benutzt hierbei zahlreiche DV-Kameras (später HDV-Kameras), die er selbst trägt. Die Belastung, der Stroud ausgesetzt ist, während er für jede Szene die Kamera aufstellt, dreht, wieder abbaut und mitnimmt, stellt für die jeweilige Survival-Situation eine zusätzliche Schwierigkeit dar, was ihn dazu veranlasst, gelegentlich auch Kameras zurückzulassen, die später vom Filmteam wieder abgeholt werden. Das Kameragepäck wiegt in der Regel rund 25 Kilogramm und stellt mit seinem hohen Gewicht eine Belastung dar. Während einer „Behind-the-Scenes“-Episode erklärte Stroud, dass das Aufstellen und Einsammeln der Kameras etwa 65 Prozent seiner Zeit beanspruche.